# Mercy Medical Center Merced

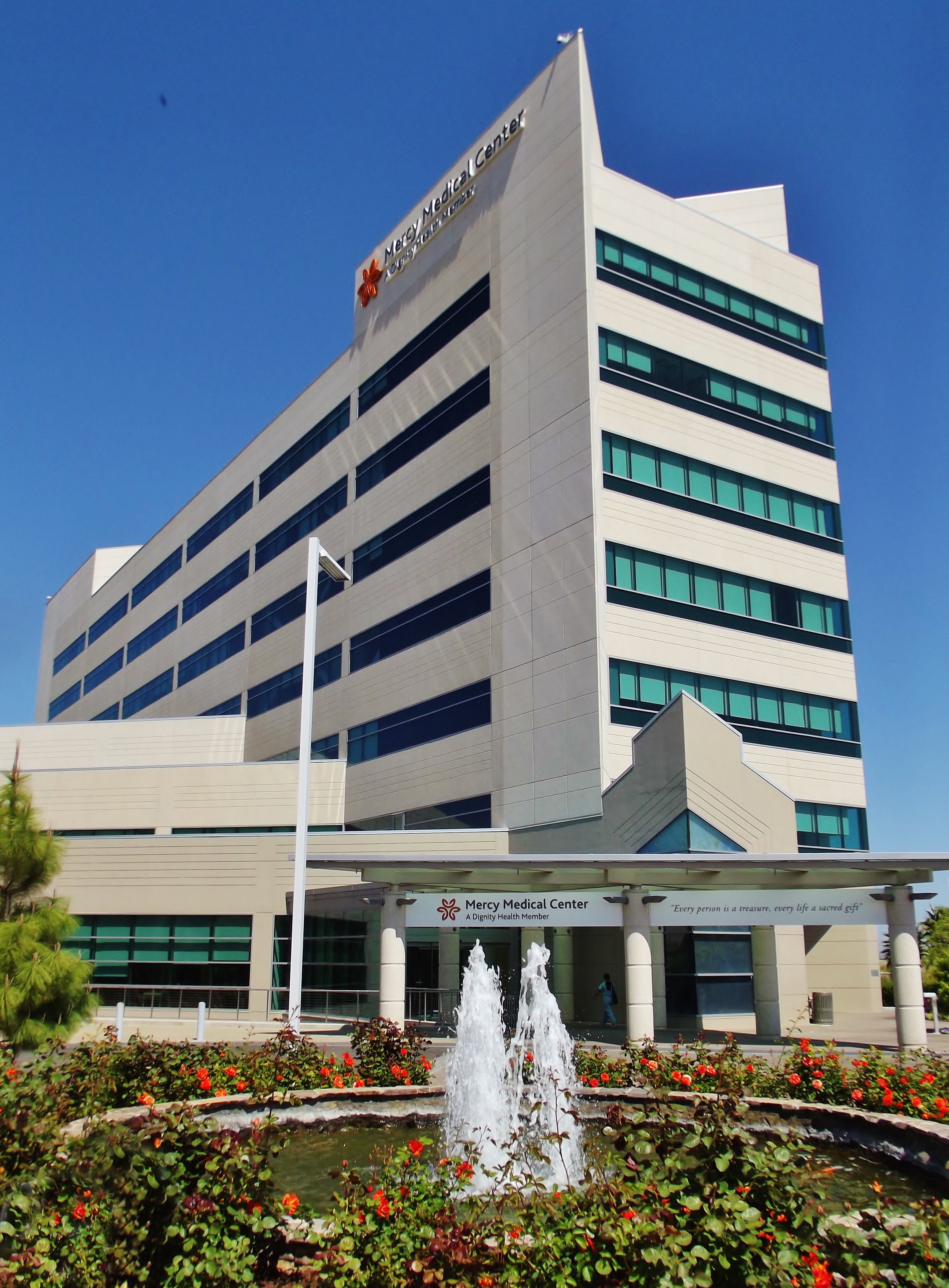
Mercy Medical Center, Merced California

Mercy Medical Center Merced ("Centro Médico Mercy en Merced", anteriormente Merced Community Medical Center "Centro Médico Comunitario de Merced" y Sutter Merced Medical Center "Centro Médico Sutter Merced") es un hospital en Merced, California, Estados Unidos. Dignity Health gestiona el hospital.

## Historia
En la década de 1980, Lia Lee, el tema del libro The Spirit Catches You and You Fall Down (EN), fue atendido en Mercy Medical.
In 2001 el estado de California informó a los hospitales que las facilidades de cuidado agudo se requiere para cumplir con nuevas leyes sobre la protección contra terremotos cuando leyes entran en vigor en 2008. La administración del hospital decidió construir un nuevo hospital. El nuevo hospital fue programado para abrir en el agosto de 2010.